# Palazzo El Badi
Il Palazzo El Badi (in arabo قصر البديع‎?, Qaṣr al-badīʿ, il palazzo incomparabile) è quanto rimane di un palazzo di Marrakesh, in Marocco, fatto costruire dal sultano Sa'diano Aḥmad al-Manṣūr al-Dhahabī nel 1578.
La struttura originaria aveva circa 360 stanze, un cortile lungo 135 m e largo 110 e una piscina lunga 90 m e larga 20 m, riccamente decorate con marmi italiani e grandi quantità d'oro, importato dall'Africa subsahariana. Nel piano inferiore sono presenti quattro celle, in un corridoio-prigione, dove il re teneva i suoi prigionieri.
Il pittore olandese Adriaen Matham, che arrivò a Marrakesh nel 1640 a seguito di un'ambasciata diplomatica, definì il palazzo una "meraviglia del mondo" e lo descrisse in questo modo:
Il palazzo, costruito in circa 25 anni, fu distrutto dal sultano Alawita Mulay Ismāʿīl, che ne usò i materiali per decorare il suo palazzo a Meknès.
L'architettura del palazzo è fortemente influenzata dall'Alhambra di Granada.
In uno dei padiglioni restaurati, è possibile ammirare il minbar della Moschea della Kutubiyya.